# Les Hommes de ma vie
Les Hommes de ma vie est une chanson de Dalida sortie en fin d'année 1986, quelques mois avant sa mort. Cette chanson autobiographique fait partie des chansons où la chanteuse marque une dépression.
La chanson reste un des plus gros succès de la chanteuse en Russie. Dans la série russe « ненастье » (« mauvais temps » en français), cette chanson revient souvent.

## Contexte et histoire
Au début des années 1980, Dalida est déstabilisée par les critiques de la presse sur ses liaisons avec le président François Mitterrand lors de l'élection du dernier en 1981. En effet, la chanteuse avait affiché son soutien au candidat socialiste. Ces critiques médiatiques croient déceler un malaise, voire une dépression, chez Dalida à partir de 1981. Cette année marque le début de sorties de chansons autobiographiques mélancoliques. Les Hommes de ma vie en fait partie.
Dans cette chanson, Dalida tire une conclusion sur les différents maris qu'elle a eu au cours de sa vie, de Lucien Morisse à Richard Chanfray en passant par Luigi Tenco, et réitère sa fidélité à son public.